# Colostygia derassaria
Colostygia derassaria är en fjärilsart som beskrevs av Schille 1900. Colostygia derassaria ingår i släktet Colostygia och familjen mätare. Inga underarter finns listade i Catalogue of Life.